# World Games 2025/Inlinehockey
Bei den World Games 2025 in Chengdu wurde vom 7. bis 11. August ein Herrenturnier im Inlinehockey ausgetragen. Austragungsort war das Chengdu Roller Sports Centre.

## Bilanz

### Medaillenspiegel
| Platz  | Land               | Gold | Silber | Bronze | Gesamt |
| ------ | ------------------ | ---- | ------ | ------ | ------ |
| 1      | Vereinigte Staaten | 1    | –      | –      | 1      |
| 2      | Tschechien         | –    | 1      | –      | 1      |
| 3      | Namibia            | –    | –      | 1      | 1      |
| Gesamt | Gesamt             | 1    | 1      | 1      | 3      |

### Medaillengewinner
| Disziplin | Gold | Silber | Bronze |
| --------- | --- | --- | --- |
| Männer    | Vereinigte StaatenPatrick Pugliese Nicholas Dellamorte Scott Savage Corey Hodge Ryan Marker Joseph Dimartino Charles Vaughan Kyle Mooney Keith Johnson Maxwell Halvorsen Jose Cadiz William Pascalli Kevin Mooney | TschechienJakub Bernad Daniel Brabec Jakub Cik Marek Loskot Pavel Strýček Mikuláš Zbořil Patrik Šebek Jan Vyoral Jan Andrýsek Petr Školoud Jiří Matoušek Mikuláš Skoupý Lukáš Novák Jakub Novák | NamibiaTheodor Bortslap Christiaan Coetzee Williem Coetzee Valerik Hilbert Sean Licheti Anko Lucks Amandus Röttcher Abe van der Merwe Arian van der Plas Wim van der Plas Keanan Simpson Alex Wirtz Josef Zeferinu Josua Zeferino |

## Spielplan
Alle Zeitangaben nach Ortszeitz (UTC+8).

### Vorrunde

#### Gruppe A
| Pl. | Nation             | Sp. | S | SO | NO | N | Tore | Diff. | Pkt. |
| --- | ------------------ | --- | - | -- | -- | - | ---- | ----- | ---- |
| 1   | Vereinigte Staaten | 3   | 3 | 0  | 0  | 0 | 31:2 | +29   | 9    |
| 2   | Namibia            | 3   | 2 | 0  | 0  | 1 | 9:13 | –4    | 6    |
| 3   | Chinesisch Taipeh  | 3   | 1 | 0  | 0  | 2 | 8:9  | –1    | 3    |
| 4   | China              | 3   | 0 | 0  | 0  | 3 | 5:29 | –24   | 0    |

| Datum     | Zeit  | Begegnung          | Begegnung | Begegnung          | Ergebnis |
| 7. August | 10:30 | Namibia            | –         | Chinesisch Taipeh  | 4:3      |
| 7. August | 12:00 | Vereinigte Staaten | –         | China              | 20:1     |
| 8. August | 12:00 | China              | –         | Namibia            | 3:5      |
| 8. August | 19:00 | Chinesisch Taipeh  | –         | Vereinigte Staaten | 1:4      |
| 9. August | 17:00 | Vereinigte Staaten | –         | Namibia            | 7:0      |
| 9. August | 19:00 | Chinesisch Taipeh  | –         | China              | 4:1      |

#### Gruppe B
| Pl. | Nation      | Sp. | S | SO | NO | N | Tore | Diff. | Pkt. |
| --- | ----------- | --- | - | -- | -- | - | ---- | ----- | ---- |
| 1   | Tschechien  | 3   | 3 | 0  | 0  | 0 | 12:3 | +9    | 9    |
| 2   | Frankreich  | 3   | 1 | 1  | 0  | 1 | 7:6  | +1    | 5    |
| 3   | Italien     | 3   | 1 | 0  | 0  | 2 | 14:7 | +7    | 3    |
| 4   | Argentinien | 3   | 0 | 0  | 1  | 2 | 1:18 | –17   | 1    |

| Datum     | Zeit  | Begegnung   | Begegnung | Begegnung   | Ergebnis |
| 7. August | 09:00 | Tschechien  | –         | Frankreich  | 2:1      |
| 7. August | 13:30 | Italien     | –         | Argentinien | 9:0      |
| 8. August | 14:00 | Frankreich  | –         | Italien     | 4:3      |
| 8. August | 17:00 | Argentinien | –         | Tschechien  | 0:7      |
| 9. August | 12:00 | Tschechien  | –         | Italien     | 3:2      |
| 9. August | 14:00 | Argentinien | –         | Frankreich  | 1:2 (SO) |

### Platzierungsrunde 5–8
|  | Halbfinale                 | Halbfinale                 | Halbfinale                 |                            |                            | Spiel um Platz 5           | Spiel um Platz 5           | Spiel um Platz 5           |
|  |                            |                            |                            |                            |                            |                            |                            |                            |
|  | 10. August 2025, 14:00 Uhr |                            |                            |                            |                            |                            |                            |                            |
|  | B3                         | Italien                    | 7                          |                            |                            | 11. August 2025, 14:00 Uhr | 11. August 2025, 14:00 Uhr | 11. August 2025, 14:00 Uhr |
|  | A4                         | China                      | 1                          |                            |                            | B3                         | Italien                    | 2                          |
|  |                            |                            |                            |                            |                            | A3                         | Chinesisch Taipeh          | 1                          |
|  |                            |                            |                            |                            |                            |                            |                            |                            |
|  | 10. August 2025, 12:00 Uhr | 10. August 2025, 12:00 Uhr | 10. August 2025, 12:00 Uhr | Spiel um Platz 7           | Spiel um Platz 7           | Spiel um Platz 7           |                            |                            |
|  | A3                         | Chinesisch Taipeh          | 4                          | 11. August 2025, 12:00 Uhr | 11. August 2025, 12:00 Uhr | 11. August 2025, 12:00 Uhr |                            |                            |
|  | B4                         | Argentinien                | 1                          |                            |                            | A4                         | China                      | 4                          |
|  |                            |                            |                            |                            |                            | B4                         | Argentinien                | 5                          |
|  |                            |                            |                            |                            |                            |                            |                            |                            |

### Finalrunde
|  | Halbfinale                 | Halbfinale                 | Halbfinale                 |                            |                            | Finale                     | Finale                     | Finale                     |
|  |                            |                            |                            |                            |                            |                            |                            |                            |
|  | 10. August 2025, 19:00 Uhr |                            |                            |                            |                            |                            |                            |                            |
|  | A1                         | Vereinigte Staaten         | 2                          |                            |                            | 11. August 2025, 19:00 Uhr | 11. August 2025, 19:00 Uhr | 11. August 2025, 19:00 Uhr |
|  | B2                         | Frankreich                 | 1                          |                            |                            | A1                         | Vereinigte Staaten         | 4                          |
|  |                            |                            |                            |                            |                            | B1                         | Tschechien                 | 3                          |
|  |                            |                            |                            |                            |                            |                            |                            |                            |
|  | 10. August 2025, 17:00 Uhr | 10. August 2025, 17:00 Uhr | 10. August 2025, 17:00 Uhr | Spiel um Bronze            | Spiel um Bronze            | Spiel um Bronze            |                            |                            |
|  | B1                         | Tschechien                 | 3                          | 11. August 2025, 17:00 Uhr | 11. August 2025, 17:00 Uhr | 11. August 2025, 17:00 Uhr |                            |                            |
|  | A2                         | Namibia                    | 1                          |                            |                            | B2                         | Frankreich                 | 2                          |
|  |                            |                            |                            |                            |                            | A2                         | Namibia                    | 3                          |
|  |                            |                            |                            |                            |                            |                            |                            |                            |

## Abschlussplatzierungen
| Rang | Nation             |
| ---- | ------------------ |
| 1    | Vereinigte Staaten |
| 2    | Tschechien         |
| 3    | Namibia            |
| 4    | Frankreich         |
| 5    | Italien            |
| 6    | Chinesisch Taipeh  |
| 7    | Argentinien        |
| 8    | China              |